# Mareanivka, Petrove
Mareanivka (în ucraineană Мар'янівка) este un sat în comuna Novîi Starodub din raionul Petrove, regiunea Kirovohrad, Ucraina.

## Demografie
Componența lingvistică a localității Mareanivka
     Ucraineană (96,67%)
     Rusă (3,33%)
Conform recensământului din 2001, majoritatea populației localității Mareanivka era vorbitoare de ucraineană (96,67%), existând în minoritate și vorbitori de rusă (3,33%).